# Wezenputten

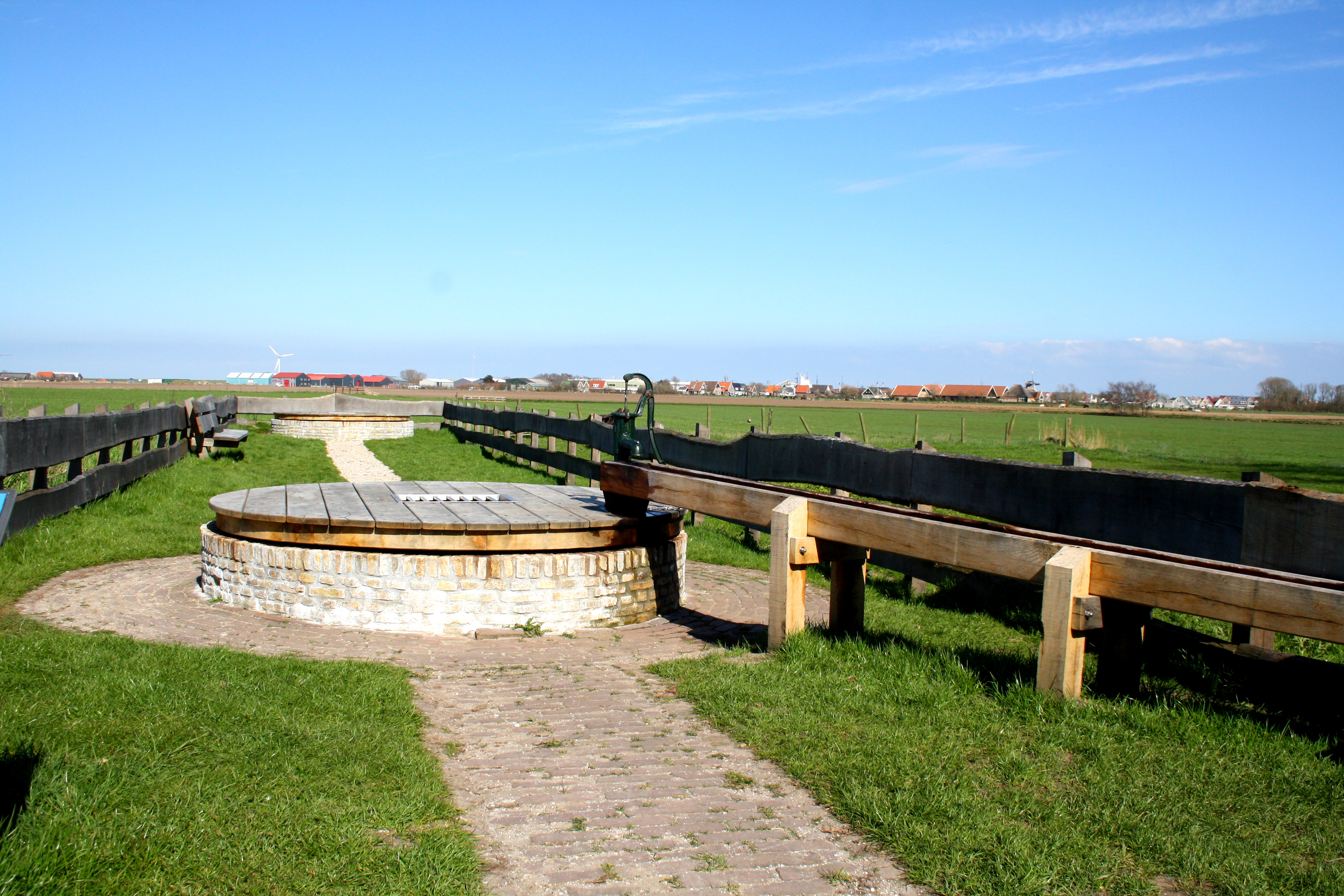
De gerenoveerde Wezenputten met pomp en goot naar de Skilsloot

De Wezenputten zijn twee monumentale waterputten bij het Texelse dorp Oudeschild. In het tijdperk van de VOC lagen de schepen op de Reede van Texel te wachten op gunstige wind. Op het eiland werden onder meer proviand en drinkwater ingeslagen, waarbij het water lange tijd afkomstig was uit de wezenputten. Door het ijzergehalte was Texels water lang houdbaar en dat was belangrijk voor schepen die tot aan Kaap de Goede Hoop geen andere bronnen voor drinkwater hadden. Op enig moment werden de putten in eigendom gegeven van de regenten van het het weeshuis in Den Burg, dat daarmee een bron van inkomsten had. In 1676 werd vastgelegd dat ook inwoners van Texel voor water uit de put moesten betalen.

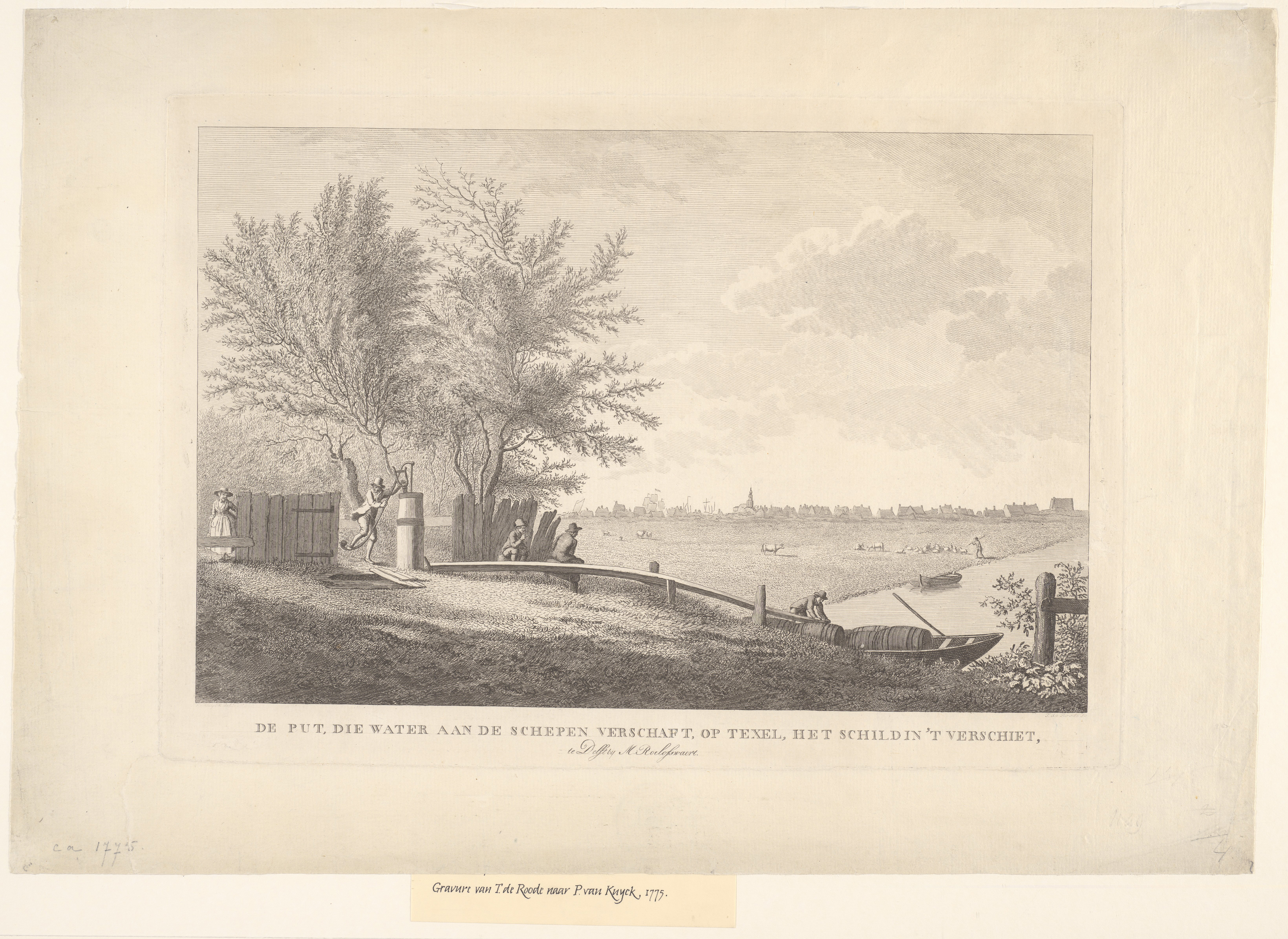
Waterput op Texel (Oudeschild), Skilsloot, nabij Brakestein. Grafiek uit 1789

## Skilsloot
Voordat er putten waren, tapte men water uit de plassen onder de Hoge Berg. Volle vaten werden dan over het land naar de dijk gerold. De eerste put werd kort na 1627 geslagen en in 1635 werd de Skilsloot aangepast om vervoer van de vaten naar de dijk te vereenvoudigen. Water werd vervoerd in "leggers", vaten van 563 liter of in "varkens", halve leggers. Aan het eind van de sloot ontstond het Jeneverbuurtje, ook wel Kollegat genoemd (kol = prostituee), waarmee het belang voor scheepvaart en zeelui wordt onderstreept. In 1795 werd de Skilsloot doorgetrokken naar de haven van Oudeschild, zodat de vaten niet meer over de dijk gesjouwd hoefden te worden.

## Vijf putten
Ooit waren er vijf putten op deze locatie, met een houten goot waardoor opgepompt water naar de pramen stroomde. Thans zijn er nog twee putten over. Deze hebben de status van gemeentemonument. In 2012-2013 zijn ze gerestaureerd en werden er voorzieningen voor toeristen geplaatst. Ze bevinden zich in de nabijheid van de voormalige 17e-eeuwse buitenplaats Huis Brakestein en zijn opgenomen in diverse toeristische fiets- en wandelroutes.